# The Hall
«The Hall» in Dübendorf in der Schweiz ist eine Mehrzweckhalle für kulturelle Veranstaltungen beim Zürcher Bahnhof Stettbach in Dübendorf an der Grenze der Stadt Zürich. Mit 5060 Plätzen handelt es sich nach dem Hallenstadion mit 13'000 Plätzen um die zweitgrösste Mehrzweckhalle im Raum Zürich. Bis Ende 2021 hiess der Bau Samsung Hall, benannt nach dem südkoreanischen Elektronikkonzern Samsung.

## Zahlen und Fakten
Die im Januar 2017 eröffnete Halle wurde von privaten Investoren finanziert, unter anderem von SVP-Politiker und Unternehmer Hans-Ulrich Lehmann. Sie kostete ca. 40 Millionen Franken. Lehmann verkaufte seine Anteile 2021. Mehrheitseigentümer ist seitdem der Unternehmer Peter Habegger. Habegger war schon vor Lehmanns Ausstieg Miteigentümer.
Die 2000 Quadratmeter grosse teilbare Halle ist mit einer hydraulischen, sechsfach teilbaren Bühne (18 auf 10 Meter), einer ausziehbaren Teleskoptribüne und mit einer 120 Quadratmeter grossen LED-Wand ausgestattet. Im Gebäudekomplex gibt es noch zwei kleinere Räume mit maximal 580 respektive 800 Stehplätzen.

## Betriebskonzept
In der modularen «The Hall» sollen Kongresse, Konzerte und Geschäftsanlässe verschiedenster Veranstalter stattfinden. Sockelmieterin der Halle ist die Freikirche International Christian Fellowship.